# Detlef Schwarz (Leichtathlet)
Detlef Nachtigall (* 1. Januar 1964 als Detlef Schwarz in Hamburg; † 6. November 2023) war ein deutscher Leichtathlet.

## Werdegang
Als Jugendlicher spielte er Fußball, im Alter von 15 Jahren kam er durch einen Lehrer zum Laufsport. Der für die LG HNF (Startgemeinschaft der Vereine Hausbruch-Neugrabener Turnerschaft und TV Fischbek) laufende Schwarz stellte für den Hamburger Leichtathletik-Verband geltende Bestmarken über die Strecken 5000 Meter (Altersbereich U20), 1000, 1500, 3000 und 5000 Meter (alle Altersbereich U18) auf.
1982 wurde er im Crosslauf Deutscher Meister der A-Jugend. Schwarz wurde Ende August 1983 über die 5000 Meter Dritter der Junioreneuropameisterschaft. Ein Jahr später bewältigte er dieselbe Strecke in 13:47 Minuten, damit gelang ihm die beste Zeit, die in der Bundesrepublik Deutschland zu diesem Zeitpunkt jeweils von einem 20-Jährigen erreicht wurde. Schwarz wurde als Ausnahmetalent und „eines der größten deutschen Langstrecken-Talente“ bezeichnet. In den folgenden Jahren ließen seine Leistungen nach, was Schwarz auf Eisenmangel, eine falsche Dosierung des Trainings und Fehler in der Trainingsgestaltung zurückführte. Zwischenzeitlich lief Schwarz für Bayer Leverkusen.
1990 wurde er über die Langstrecke Deutscher Meister im Crosslauf. Im selben Jahr war der inzwischen für die LG LAC Ost/SV Polizei antretende Schwarz Teilnehmer der Crosslauf-Weltmeisterschaft im französischen Aix-Les-Bains und belegte Platz 210. Er gewann in Hamburg bei der Erstauflage 1990 den internationalen Alsterlauf in 31:55 Minuten. Später lief er für die TSG Bergedorf, in deren Farben er 1992 Hamburger Meister im Halbmarathon wurde. Im Mai 1993 lief er in Hamburg seinen ersten Marathon, wurde bei dem Volkslauf zweitbester Deutscher und Hamburger Meister. Infolge eines Unfalls im Frühjahr 1995 bestritt Schwarz im September desselben Jahres seinen ersten Straßenlauf nach der Zwangspause. Er betrieb ebenfalls Duathlon und wurde in dieser Sportart 1994 bei der Weltmeisterschaft in Hobart (Australien) 30. im Einzelrennen und Zweiter mit der deutschen Mannschaft. Im Jahre 2000 nahm er am Berlin-Marathon teil und belegte in 5:00:23 Stunden den 20611. Platz.
Schwarz studierte Betriebswirtschaftslehre, ehe er zum Fach Medizin wechselte. 1994 schloss er eine Doktorarbeit ab. Als Arzt befasste sich unter anderem mit Naturheilmitteln und veröffentlichte Bücher zu diesem Thema. Er war auch für das Arzneimittelunternehmen Asche Chiesi GmbH tätig. Seine Tochter Fiona Nachtigall wurde ebenfalls Leichtathletin im Leistungsbereich.